# 谷井昭雄
谷井 昭雄（たにい あきお、1928年4月20日 ‐ ）は、日本の実業家。松下電器産業株式会社（現・パナソニック株式会社）の4代目社長。大阪府出身。神戸高等工業学校（現・神戸大学工学部）精密機械科卒業。

## 略歴
- 敷島紡績（現・シキボウ）、東洋金網（現・トーアミ）を経て、1956年松下電器産業入社[1]。
- 1970年 - 録音機事業部長に就任。
- 1972年 - ビデオ事業部長に就任。
- 1979年 - 取締役に就任。
- 1981年 - 常務取締役に就任。
- 1982年 - 専務取締役に就任。
- 1983年 - 副社長に就任。
- 1986年2月 - 松下電器産業株式会社 社長に就任。
- 1993年2月 - 同上役職退任[2]。
- 1999年11月 - 勲一等瑞宝章受章[3]。